# Rosario Compagno
Rosario Compagno (Palermo, 6 ottobre 1966) è un allenatore di calcio ed ex calciatore italiano di ruolo difensore.

## Biografia
Anche suo figlio Andrea è diventato calciatore.

## Carriera

### Giocatore
È cresciuto nel settore giovanile del Palermo.
Nel 1985 viene ceduto al Licata di Zdeněk Zeman, neopromosso in Serie C1.
Nella stagione successiva segue il tecnico boemo, trasferendosi al Foggia.
Dopo due stagioni in Interregionale a Mazara del Vallo, nel 1989 viene acquistato dall’Acireale in Serie C2. Con gli acesi ottiene una promozione in Serie C1 nel 1991.
Nel 1992 raggiunge la Serie B, disputandovi quattro stagioni con il Cosenza. Allenato da Fausto Silipo, Alberto Zaccheroni e Bortolo Mutti, colleziona 80 presenze tra i cadetti.
Nel 1996 viene acquistato dal Savoia, con i Biancoscudati sfiora la promozione in Serie B, perdendo la finale playoff contro l’Ancona.
Nella stagione 1997/98 torna a vestire la maglia della squadra della sua città: il Palermo. Con i rosanero colleziona 23 presenze tra campionato e coppe. Dopo una stagione a Benevento, ottiene la seconda promozione in Serie C1 della propria carriera.
Conclude con le maglie di Trapani (Serie C2 1999/2000), Matera (Serie D 2000/2001), Nissa (Eccellenza 2001/2002) e infine nel Cephaledium (Eccellenza 2002/2003).

### Allenatore
Inizia ad allenare nelle serie minori sicule.
Nella stagione 2003/2004 porta il Carini in Eccellenza (al suo primo anno da allenatore) e perde due semifinali playoff nelle due stagioni successive.
Dopo altri due campionati di Eccellenza sulla panchina del Villabate, ha iniziato ad allenare nel settore giovanile del Palermo.
Ha guidato i Giovanissimi nazionali nel 2008-2009 e dal 2009 al 2013 gli Allievi nazionali.
Nel 2019 torna al Palermo nelle vesti di collaborare tecnico del Palermo.
Nel mese di luglio del 2020, viene ufficializzato come vice di Salvatore Aronica sulla panchina del Savoia.